# Сэ (кана)
せ в хирагане и セ в катакане — символы японской каны, используемые для записи ровно одной моры. В системе Поливанова записывается кириллицей: «сэ», в международном фонетическом алфавите звучание записывается: /se/. В современном японском языке находится на четырнадцатом месте в слоговой азбуке, после す и перед そ.

## Происхождение
せ и セ появились в результате упрощённого написания кандзи 世.

## Написание
|  |  |

## Коды символов вкодировках
- Юникод:
  - せ: U+305B,
  - セ: U+30BB.